# بول رابينوف
بول رابينوف (بالإنجليزية: Paul Rabinow)‏ (ولد في 21 يونيو 1944 وتوفي 6 أبريل 2021) هو أستاذ الأنثروبولوجيا في جامعة كاليفورنيا (بيركلي)، مدير أنثروبولوجيا التعاونية للبحوث المعاصرة، والمدير السابق للممارسات البشرية في مركز أبحاث هندسة علم الأحياء التركيبي، تعود شهرته الكبيرة للتأثير الكبير لتعليقاته وخبرته الواسعة على الفيلسوف الفرنسي ميشال فوكو.
تشمل أعماله الرئيسية تأملات بالبحث الميداني في المغرب (1977 و2007)، ميشيل فوكو: ما وراء البنيوية والتأمل (1983) (مع هوبرت دريفوس)، قارئ فوكو (1984)، الحديث الفرنسي: قواعد وأشكال البيئة الاجتماعية (1989)، اصطناع البي سي آر: قصة التكنولوجيا الحيوية (1993)، مقالات عن أنثروبولوجيا العقل (1996)، أنثروبوس اليوم: تأملات حول التقنيات الحديثة (2003)، تحديد الوقت: في علم الإنسان المعاصر (2007).

## نظرة عامة
يُعرف رابينوف بتطوره في «أنثروبولوجيا العقل». إذا فهمت أنثروبولوجيا على أنها مكونة من الإنسان والشعارات، فيمكن اعتبار الأنثروبولوجيا ممارسة لدراسة كيفية إعطاء العلاقات المثمرة المتبادلة من المعرفة والفكر والعناية شكلًا ضمن علاقات القوة المتغيرة. في الآونة الأخيرة، طور رابينوف نهجا مميزا لما يسميه «الأنثروبولوجيا المعاصرة» التي تنتقل بشكل منهجي إلى ما بعد الحداثة كموضوع للدراسة أو كمقياس لترتيب جميع الاستفسارات.
يشتهر رابينوف بالعمل المفاهيمي الذي يعتمد على التقاليد الفرنسية والألمانية والأمريكية. كان محاوراً وثيقاً لميشال فوكو، وحرر وتفسير أعمال فوكو وكتب امتدادات لها في اتجاهات جديدة. واجه عمل رابينوف باستمرار التحدي المتمثل في اختراع وممارسة أشكال جديدة من البحث والكتابة والأخلاقيات في العلوم الإنسانية. يجادل بأن ممارسات إنتاج المعرفة السائدة حاليًا، والمؤسسات، وأماكن فهم الأشياء البشرية في القرن الحادي والعشرين غير كافية من الناحية المؤسسية والمعرفية. رداً على ذلك، صمم أساليب التجريب والتعاون التي تتألف من عمل مفهوم مركَّز واستكشاف أشكال جديدة من الاستقصاء القائم على الحالات.
كرس رابينوف أيضًا قدراً كبيراً من طاقته لاختراع أماكن جديدة، قريبة من الهياكل الجامعية الحالية، وتشخيص التنظيم الانضباطي للجامعة وأنماط حياتها المهنية من بين العوائق الرئيسية لفكر القرن الحادي والعشرين. نظرًا لحقيقة أن تنظيم وممارسات العلوم الاجتماعية والإنسانية في نظام الجامعات الأمريكية لم يتغير كثيرًا في العقود الأخيرة، فمن غير المرجح أن يسهل تكوين المعدات المعاصرة. دعا رابينوف إلى إنشاء أماكن مشابهة للجامعة والهيكل التأديبي الحالي، ولكن أكثر مرونة منها. لعب أدوارًا قيادية في تصميم منظمتين من هذه المنظمات، الأنثروبولوجيا التعاونية للبحوث المعاصرة (إيه آر سي)، ومركز أبحاث هندسة البيولوجيا التركيبية.